# Пограничная застава Куйоты
Пограничная застава ВОП Куйоты (пол. Strażnica WOP Kujoty) — пограничная застава в составе Войск охраны пограничья Польши, располагавшаяся в городе Щецин. Входила в Щецинский портовый батальон ВОП.

## История
В начале 1950-х годов портовые пограничные заставы № 4 и № 5 располагались в городе Щецин по улице ксендза Куйота. В 1955 году им были присвоены номера 29 и 30 соответственно. Позже их объединили в портовую роту № 2 Куйоты (пол. Kujoty. В 1964 году пограничная застава № 2 подчинялась Щецинскому портовому батальону ВОП.
22-я пограничная застава Куйоты подчинялась в 1968 году всё тому же Щецинскому портовому батальону ВОП, отвечая за безопасное судоходство иностранных судов в районе перевалки генеральных грузов.

## Командиры
- лейтенант Хенрик Кулига (1957–1958)
- и.о. лейтенант Казимеж Спорек (1958)
- капитан Хенрик Кулига (1958 — после 1964)